# M/S Stena Foreteller
M/S Stena Foreteller är ett fartyg i trafik för Stena Line på linjen Harwich-Rotterdam.
Hon levererades som det första av tre nybyggda ro-ro-fartyg från det kinesiska varvet Dalian Shipyard 2002 till Stena RoRo AB. Hon har sedan leveransen främst utfört charteruppdrag, men också gått på Stena Lines linjer. Sedan januari 2024 går hon på Stena Lines linje mellan Harwich och Rotterdam tillsammans med systerfartyget Stena Forerunner.
2025